# North Doodle Lake
North Doodle Lake är en sjö i Antarktis. Den ligger i Östantarktis. Australien gör anspråk på området. North Doodle Lake ligger 500 meter över havet.
I övrigt finns följande vid North Doodle Lake:
- Lassitude Lake (en sjö)